# École Centrale Paris

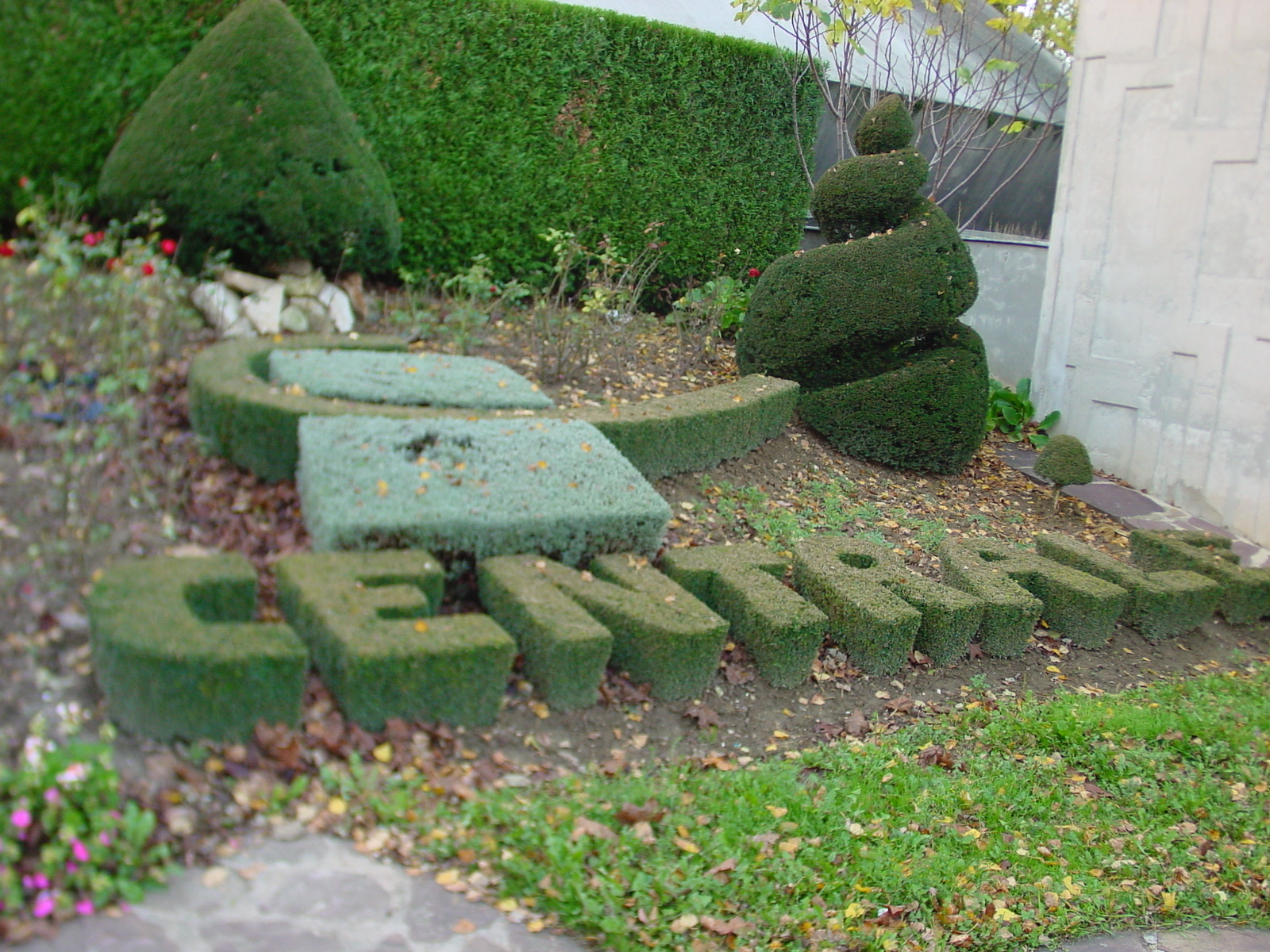
Aus Pflanzen nachempfunden das Logo der ECP, am Eingang zur résidence des élèves (Studentenwohnheim)

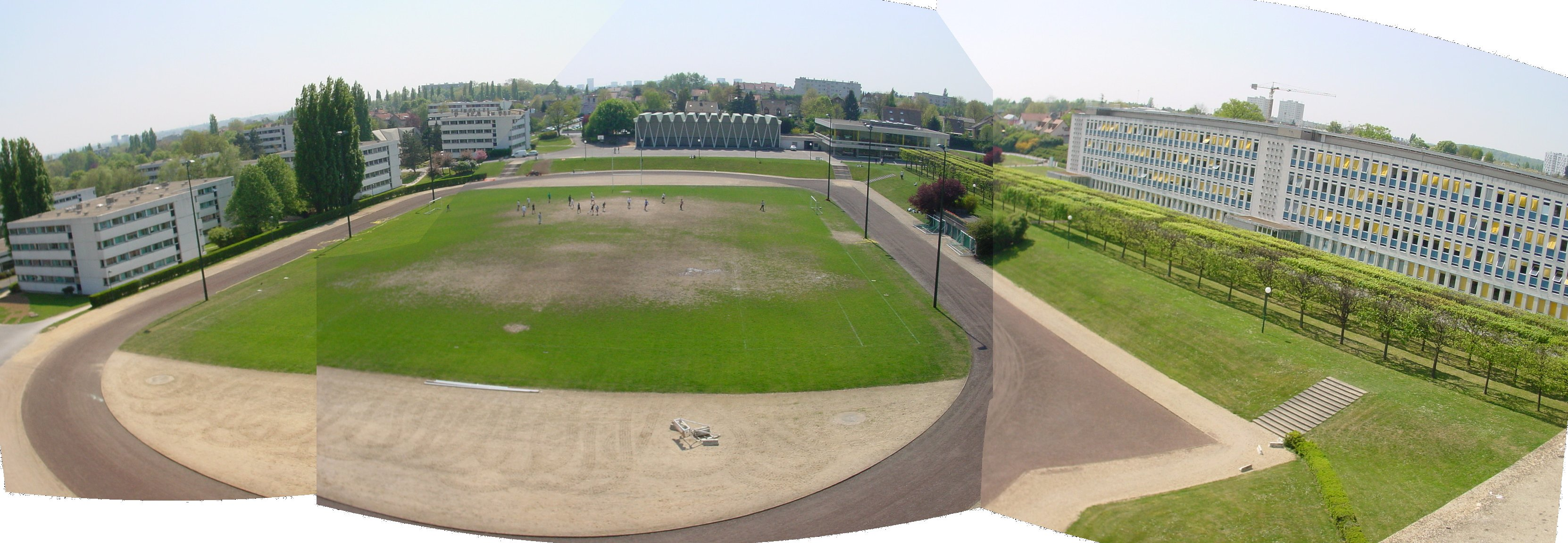
Campus der École Centrale Paris: vom batiment enseignement (Hörsäle) aus, rechts die Labors, dann das restaurant universitaire (Mensa), die Sporthalle und schließlich die Unterkünfte. Im Vordergrund der Fußball- und Rugbyplatz.

Die École Centrale Paris (ECP, Centrale oder auch Piston, gegründet als École centrale des arts et manufactures) war eine französische Ingenieursschule (grande école) in Châtenay-Malabry bei Paris. Sie ist Mitglied der Conférence des Grandes Écoles (CGE) und der sogenannten Intergroupe des Écoles Centrales. Sie bildete innerhalb von drei Jahren generalistische Ingenieure aus.

## Geschichte
Die École Centrale wurde 1829 auf private Initiative mit dem Ziel gegründet, generalistische Ingenieure für die damals aufkommende Industrie auszubilden. Ihr Name war ursprünglich École centrale des arts et manufactures; sie vergibt unter anderem noch heute den Titel Ingénieur des Arts et Manufactures.
Ihr erster Sitz war im Hôtel de Juigné (jetzt Musée Picasso) in Paris, von wo aus sie in die Rue Montgolfier in der Nähe des Conservatoire National des Arts et Métiers umzog; 1969 zog sie auf den eigens geschaffenen Campus in Châtenay-Malabry um, der Lehr- und Forschungsgebäude, Studentenwohnheim, Mensa und Sporthalle vereint. Der Campus wurde durch Georges Pompidou und Robert Galley eingeweiht: damaliger Minister und selbst Centralien.
Schnell konnte sie einen hervorragenden Ruf etablieren und brachte viele bekannte Namen der französischen Industrie hervor (Gustave Eiffel, Louis Blériot, Henri Gouraud, Francis Bouygues, Armand Peugeot, Édouard Michelin, Georges Leclanché...) – aber auch unerwartete Persönlichkeiten wie etwa den Sänger Antoine oder auch den Schriftsteller Boris Vian.
1988 wurde auf ihre Initiative hin das TIME-Netzwerk (Top industrial managers for Europe) gegründet, welches bilaterale Doppeldiplomabkommen zwischen europäischen Hochschulen beinhaltet.
Die Entwicklung des VLC Media Player wurde 1996 an der École Centrale Paris im Rahmen eines studentischen Projekts begonnen.
2007 wurde beschlossen, dass die École Centrale Paris sich am „Campus auf dem Plateau von Saclay“, Frankreichs größtem, zukünftigen Forschungsstandort, beteiligen würde.
2015 wurde sie mit der  École supérieure d’électricité zur CentraleSupélec fusioniert.

## Beschreibung

### Aufnahme und Ausbildung
Die zukünftigen Ingenieure werden im Rahmen einer Auswahlprüfung, dem sogenannten concours, ausgewählt, die nach einer zweijährigen Vorbereitung in den classes préparatoires stattfinden. Der Hauptanteil der Studenten absolviert den concours Centrale-Supélec, ein gemeinsam organisiertes Auswahlverfahren aller écoles centrales und der Supélec. Im Allgemeinen haben nur die Besten dieses Concours die Chance auf der ECP akzeptiert zu werden. Es ist aber auch möglich, sich mit einer naturwissenschaftlichen licence (Universitätsabschluss) zu bewerben.
Das generalistische Studium dauert in der Regel 3,5 Jahre:
- 2 Jahre gemeinsame Pflichtfächer (Mathematik, Physik, Informatik, Mechanik, Biologie, Wirtschaft, Unternehmensführung, …)
- 1,5 Jahren Spezialisierung oder 2 Jahren Doppeldiplomstudium im Ausland, die mit einem Master of Science abschließen.
- Am Ende für alle ein halbes Jahr Stage de fin d’étude.

### Internationale Offenheit
Als Gründungsmitglied des TIME-Netzwerks zeichnet sich die École Centrale durch ihre internationale Offenheit aus: Ein Viertel der Studenten kommt aus dem Ausland. Sie hat mit vielen prestigeträchtigen Universitäten Doppeldiplomabkommen abgeschlossen: MIT, University of California, Berkeley, Harvard University, Stanford University, Universität Oxford, Universität Cambridge, Polytechnische Universität Mailand, Queen’s University Belfast, Technische Universität München, Technische Universität Berlin, Technische Universität Dresden, Technische Universität Darmstadt, TU Wien, Universität Stuttgart, RWTH Aachen, Tsinghua-Universität in Peking, Jiaotong-Universität Shanghai etc.
Teil dieser Internationalität ist auch, dass alle Studenten im cursus d’ingénieur einen Auslandsaufenthalt von mindestens einem Semester absolvieren müssen. Ihnen stehen dabei drei Möglichkeiten offen: Doppeldiplom, césure (zwischen zweitem und drittem Jahr; ein ganzes Jahr im Ausland in einer Universität oder einem Unternehmen) oder Auslandssemester (im vierten Semester).
Mit der Gründung der École Centrale Peking hat die Intergruppe der École Centrales in China eine frankophone Ausbildungsstätte geschaffen.

## Ehemalige Studenten
Einige der ehemaligen Studenten der École Centrale Paris (und Abschlussjahrgang):
- Gustave Eiffel (1855), Ingenieur und Architekt, Erbauer des Eiffelturms in Paris
- William Le Baron Jenney (1856), Architekt der ersten Hochhäuser Chicagos
- Georges Leclanché (1860), Erfinder der Zink-Braunstein-Zelle
- Édouard Vaillant (1862), sozialistischer Politiker
- Émile Levassor und René Panhard (1864), Gründer von Panhard & Levassor, eine der ersten Autofirmen
- André Michelin (1877), Gründer von Michelin
- Edmond Coignet und Napoléon de Tédesco (1879), Entwickler der Theorie für Stahlbetonbalken.
- Léon Gandillot (?1885), Librettist
- Louis Seguin (1891), Gründer von Gnôme et Rhône, später als Snecma verstaatlicht, heute geführt unter dem Namen SAFRAN.
- Louis Blériot (1895), Luftfahrtpionier; erster Pilot, der über dem Ärmelkanal flog.
- Armand Peugeot (1895), Gründer von Peugeot
- Solomon Lefschetz (1905), Mathematiker
- Pierre-Georges Latécoère (1906), Luftfahrtpionier, Gründer von Latécoère
- Marcel Schlumberger (1907), Gründer der Firma Schlumberger Limited
- Étienne Œhmichen, (1908) einer der Erfinder des Hubschraubers
- Mehdi Bāzargān (1933), Chef der Regierung des Iran nach der Islamischen Revolution von 1979
- Boris Vian (1942), Schriftsteller
- Francis Bouygues (1947), Gründer der Firma Bouygues
- Antoine (1966), Sänger
- Henri Gouraud (1967), Informatiker; Entwickler des Gouraud Shading
- Robert Peugeot (1971), Aufsichtsratsvorsitzender der Holding PSA Peugeot Citroën
- François Goulard (1976), französischer Minister für Forschung und Wissenschaft
- Benoît Potier (1979), Aufsichtsratsvorsitzender von Air Liquide
- Édouard Michelin (1987), Aufsichtsratsvorsitzender von Michelin

## Professoren
- Eugène Péclet, Physiker, gab den Namen für die Péclet Nummer
- Jean Baptiste Dumas, Chemiker
- Gustave-Gaspard Coriolis, gab den Namen für die Corioliskraft
- Jean-Daniel Colladon, Schweizer Ingenieur und Physiker
- Anselme Payen, Chemiker, Entdecker des ersten Enzyms
- Emile Picard, Paul Appell und Jacques Hadamard, Mathematiker
- Raymond Barre, französischer Premierminister in den 1970er Jahren, war Wirtschaftsprofessor in den 1960er Jahren